# Jorge Moreira
Jorge Luis Moreira Ferreira (Villarrica, 1 februari 1990) is een Paraguayaans voetballer die als rechter verdediger speelt.

## Clubcarrière
Moreira begon bij 2 de Mayo en speelde tussen 2010 en 2016 voor Libertad waarmee hij meerdere Paraguayaanse landstitels won. In 2016 ging hij naar het Argentijnse River Plate waarmee hij de Recopa Sudamericana 2016 won.

## Interlandcarrière
Hij was Paraguayaans jeugdinternational. Moreira debuteerde op 31 maart 2010 voor het Paraguayaans voetbalelftal in een vriendschappelijke wedstrijd tegen Zuid-Afrika (1-1) als invaller na 75 minuten voor Jonathan Santana.